# Amtsgericht Neutomischel
Das Amtsgericht Neutomischel war ein preußisches Amtsgericht mit Sitz in Neutomischel (Provinz Posen).

## Geschichte
Das königlich preußische Amtsgericht Neutomischel wurde mit Wirkung zum 1. Oktober 1879 als eines von acht Amtsgerichten im Bezirk des Landgerichtes Meseritz im Bezirk des Oberlandesgerichtes Posen gebildet. Der Sitz des Gerichtes war Neutomischel. Sein Gerichtsbezirk umfasste aus dem Kreis Buk den Stadtbezirk Neutomischel, den Polizeidistrikt Neutomischel, den Polizeidistrikt Neustadt bei Pinne außer dem Teil, der dem Amtsgericht Pinne zugeordnet war und den Gemeinde- und Gutsbezirk Chraplewo aus dem Polizeidistrikt Kuschlin. Am Gericht bestanden 1880 zwei Richterstellen. Das Amtsgericht war damit ein mittelgroßes Amtsgericht im Landgerichtsbezirk. Der Amtsgerichtsbezirk kam aufgrund des Versailler Vertrages 1919 zu Polen, und das Amtsgericht stellte seine Arbeit ein. Im Jahre 1939 wurde Polen deutsch besetzt. Im Rahmen der Neuorganisation der Gerichte in Ostdeutschland und im ehemaligen Polen wurden das Amtsgericht Neutomischel neu gebildet und nun dem Landgericht Posen zugeordnet.
Im Jahre 1945 wurde der Amtsgerichtsbezirk unter polnische Verwaltung gestellt, und die deutschen Einwohner wurden vertrieben. Damit endete auch die Geschichte des Amtsgerichtes Neutomischel.